# برایان کلی
 برایان کلی (انگلیسی: Bryan Clay؛ زادهٔ ۳ ژانویهٔ ۱۹۸۰) یک ورزشکار رشتهٔ دو و میدانی، مادهٔ دهگانه اهل ایالات متحدهٔ آمریکا است. وی در بازی‌های المپیک ۲ مدال (طلا و نقره) و در مسابقات جهانی ۱ مدال طلا کسب کرده‌است.